# Хартнетт, Джош
Джо́шуа Дэ́ниел «Джош» Ха́ртнетт (англ. Joshua Daniel «Josh» Hartnett; род. 21 июля 1978, Сент-Пол) — американский киноактёр и продюсер.

## Биография
Джошуа Дэниэл Хартнетт родился 21 июля 1978 года в городе Сент-Пол, штат Миннесота. В юности серьёзно увлекался футболом. По окончании в 1996 году школы в городе Миннеаполис Хартнетт учился в университете штата Нью-Йорк в городе Перчес. Затем 19-летний Джош переехал в Калифорнию.

## Карьера
В 1997 году Хартнетту предложили участие в телевизионном сериале «Крэкер». А уже в 1998 году на экраны вышли сразу 2 заметных фильма, снятых при его участии: «Хэллоуин: 20 лет спустя» и «Факультет».
Мировую известность Джошу Хартнетту принесла роль лётчика Дэнни Уокера в военной драме 2001 года Майкла Бэя и Джерри Брукхаймера «Перл Харбор». Фильм получил премию Оскар и множество других наград. В том же году вышел фильм «Чёрный ястреб» с Джошем в главной роли, который также был отмечен в четырёх номинациях кинопремии «Оскар».
В 2004 году актёра можно было увидеть в мелодраматическом триллере «Одержимость», ремейке фильма «Квартира» 1996 года. В 2005 году он сыграл киллера в неонуаре «Город грехов» Роберта Родригеса, экранизации графических романов Фрэнка Миллера.
В 2006 году на кинофестивале «Санденс» состоялась премьера криминального триллера «Счастливое число Слевина» с Джошом Хартнеттом в главной роли. Также в картине сыграли Брюс Уиллис, Люси Лью и Морган Фриман.
В 2008 году в Вест-Энде (Лондон) Хартнетт исполнял роль Чарли Бэббита в сценической версии «Человека дождя».
С 2014 по 2016 год Джош снимался в телесериале «Страшные сказки» в роли Итана Чендлера, который позже оказался изменённой версией классического персонажа фильмов ужасов Лоуренса Тэлбота / Человека-волка. Это делает Джоша третьим актёром (после Лона Чейни-младшего и Бенисио дель Торо), исполнившим эту роль в крупнобюджетном проекте.
В период с 2017 по 2020 год наиболее заметными проектами в фильмографии актёра стали «Горы и камни» и «На глубине 6 футов». В 2021 году Хартнетт снялся в фильме Гая Ричи «Гнев человеческий» с Джейсоном Стейтемом в главной роли.
10 февраля 2022 в Великобритании вышел сериал «Индекс страха», где Джош Хартнетт исполнил роль компьютерного гения Александера Хоффмана, запустившего систему, основанную на искусственном интеллекте.
15 июня 2023 года вышел 6-й сезон сериала-антологии «Чёрное зеркало». Джош Хартнетт сыграл одного из двух астронавтов на шестилетней космической миссии, которые могут время от времени телепортироваться домой в тела специальных роботов.
20 июля 2023 года состоялась премьера фильма Кристофера Нолана «Оппенгеймер», где Джош Хартнетт исполнил роль Эрнеста Лоуренса, лауреата Нобелевской премии по физике.

## Личная жизнь
С 2004 по 2006 год встречался со Скарлетт Йоханссон. В 2007 году встречался с Рианной.
С 2012 года встречается с актрисой Тэмсин Эгертон. В ноябре 2015 года у пары родилась дочь. В первой половине 2017 года у супругов родилась вторая дочь. В конце 2019 года у пары родился третий ребёнок. В ноябре 2021 года Джош Хартнетт и Тэмсин Эгертон официально стали мужем и женой.

## Фильмография
| Год       |     | Русское название                        | Оригинальное название             | Роль                         |
| --------- | --- | --------------------------------------- | --------------------------------- | ---------------------------- |
| 1997—1999 | с   | —                                       | Cracker                           | Майкл Фицджеральд            |
| 1998      | ф   | Хэллоуин: 20 лет спустя                 | Halloween H20: 20 Years Later     | Джон Тейт                    |
| 1998      | кор | Дебютант                                | Debutante                         | Билл                         |
| 1998      | ф   | Факультет                               | The Faculty                       | Зик Тайлер                   |
| 1998      | ф   | Девственницы-самоубийцы                 | The Virgin Suicides               | Трип Фонтейн                 |
| 2000      | ф   | Здесь на Земле                          | Here on Earth                     | Джаспер                      |
| 2001      | кор | Член                                    | Member                            | Джанни                       |
| 2001      | ф   | Английский цирюльник                    | Blow Dry                          | Брайан Аллен                 |
| 2001      | ф   | Город и деревня                         | Town & Country                    | Том Стоддард                 |
| 2001      | ф   | Перл Харбор                             | Pearl Harbor                      | капитан Дэниел Уокер         |
| 2001      | ф   | О                                       | O                                 | Хьюго Голдинг                |
| 2001      | кор | Такой же                                | The Same                          | сосед                        |
| 2001      | ф   | Чёрный ястреб                           | Black Hawk Down                   | штаб-сержант Мэтт Эверсманн  |
| 2002      | ф   | 40 дней и 40 ночей                      | 40 Days and 40 Nights             | Мэтт Салливан                |
| 2003      | ф   | Голливудские копы                       | Hollywood Homicide                | детектив Кей Си Колден       |
| 2004      | ф   | Одержимость                             | Wicker Park                       | Мэттью                       |
| 2005      | ф   | Город грехов                            | Sin City                          | киллер                       |
| 2005      | ф   | Без ума от любви                        | Mozart and the Whale              | Дональд Мортон               |
| 2006      | ф   | Счастливое число Слевина                | Lucky Number Slevin               | Слевин Келевра               |
| 2006      | ф   | Чёрная орхидея                          | The Black Dahlia                  | офицер Дуайт «Баки» Блайкерт |
| 2007      | ф   | Воскрешая чемпиона                      | Resurrecting the Champ            | Эрик Кернан-младший          |
| 2007      | ф   | 30 дней ночи                            | 30 Days of Night                  | Эбен Олесон                  |
| 2008      | ф   | Август                                  | August                            | Том Стерлинг                 |
| 2009      | ф   | Я прихожу с дождём                      | I Come with the Rain              | Клайн                        |
| 2010      | ф   | Бунраку                                 | Bunraku                           | скиталец                     |
| 2011      | ф   | Девушка входит в бар                    | Girl Walks Into a Bar             | Сэм Салазар                  |
| 2011      | ф   | Застрял между станциями                 | Stuck Between Stations            | Пэдди                        |
| 2014      | ф   | Одна миллиардная доля                   | Parts Per Billion                 | Лен                          |
| 2014—2016 | с   | Страшные сказки                         | Penny Dreadful                    | Итан Чендлер                 |
| 2015      | ф   | Вне времени                             | The Lovers                        | Джеймс Стюарт / Джей Феннел  |
| 2015      | ф   | Дикие лошади                            | Wild Horses                       | Кей Си Бриггс                |
| 2014—2016 | с   | Пьяная история                          | Drunk History                     | Иоаким Ньюманн / Кларк Гейбл |
| 2017      | ф   | Горы и камни                            | The Ottoman Lieutenant            | Джуд                         |
| 2017      | ф   | О, Люси!                                | Oh Lucy!                          | Джон                         |
| 2017      | ф   | На глубине 6 футов                      | 6 Below: Miracle on the Mountain  | Эрик Лемарк                  |
| 2019      | ф   | Шоссе для игроков                       | She’s Missing                     | Рен                          |
| 2019      | ф   | Воображаемая реальность                 | Valley of the Gods                | Джон Икас                    |
| 2019      | ф   | Наследие гадюки                         | Inherit the Viper                 | Кип Конли                    |
| 2020      | с   | Потерянный рай                          | Paradise Lost                     | Йейтс Форсайт                |
| 2020      | ф   | —                                       | Target Number One                 | Виктор Маларек               |
| 2020      | с   | Крепкий Харт                            | Die Hart                          | в роли самого себя           |
| 2021      | ф   | Гнев человеческий                       | Wrath of Man                      | Дейв                         |
| 2021      | ф   | Семейный бизнес                         | Ida Red                           | Уайатт Уолкер                |
| 2022      | с   | Индекс страха                           | The Fear Index                    | Александр Хоффман            |
| 2023      | ф   | Операция «Фортуна»: Искусство побеждать | Operation Fortune: Ruse de Guerre | Денни Франческо              |
| 2023      | с   | Чёрное зеркало                          | Black Mirror                      | Дэвид Росс                   |
| 2023      | ф   | Оппенгеймер                             | Oppenheimer                       | Эрнест Лоуренс               |
| 2024      | ф   | Ловушка                                 | Trap                              | Купер Эббот                  |
| 2024      | с   | Медведь                                 | The Bear                          | Фрэнк                        |
| 2025      | ф   | Рейс навылет                            | Fight or Flight                   | Лукас Рейес                  |
|           | ф   | Тайный дневник Верити                   | Verity                            | Джереми Кроуфорд             |
|           | ф   | Долгий дом                              | The Long Home                     | Нейтан Уинер-младший         |

## Награды и номинации
| Награда               | Год  | Категория             | Название работы         | Результат |
| --------------------- | ---- | --------------------- | ----------------------- | --------- |
| Сатурн                | 1999 | Лучший молодой актёр  | Факультет               | Номинация |
| MTV Movie & TV Awards | 1999 | Лучший прорыв года    | Хэллоуин: 20 лет спустя | Номинация |
| MTV Movie & TV Awards | 2002 | Лучшая мужская роль   | Перл-Харбор             | Номинация |
| Золотая малина        | 2002 | Худший актёрский дуэт | Перл-Харбор             | Номинация |